# Huthwaite
Huthwaite – wieś w Anglii, w hrabstwie Nottinghamshire, w dystrykcie Ashfield. Leży 23 km na północny zachód od miasta Nottingham i 197 km na północny zachód od Londynu. Miejscowość liczy 7500 mieszkańców.